# ミラン・ガイッチ (1996年生のサッカー選手)
ミラン・ガイッチ（Milan Gajić，1996年1月28日 - ）は、クロアチア・ヴコヴァル出身のサッカー選手。PFC CSKAモスクワ所属。ポジションはディフェンダー。

## 経歴

### クラブ
OFKベオグラードでプロデビュー。
2015年7月22日、FCジロンダン・ボルドーと5年契約を結んだ。移籍金は80万ユーロ。
2019年2月4日、レッドスター・ベオグラードに移籍した。

### 代表
2015年に参加したFIFA U-20ワールドカップで優勝した。
2021年3月24日、2022 FIFAワールドカップ・ヨーロッパ予選のアイスランド代表戦で代表初出場。

## タイトル
セルビア代表
- FIFA U-20ワールドカップ: 2015